# マッドクロック
マッドクロック（英語: Mad-Croc）は、フィンランド生まれの清涼飲料水。

## 概要
2004年にフィンランド国内で登場。ライバル商品のレッドブルと同じく「エナジードリンク」としての扱いである。トレードマークに赤く口を開けたワニを起用している。本国、及びアメリカ国内で販売されるものにはカフェインやビタミン類以外にタウリンなどが配合されている。2005年よりノルウェーなど北ヨーロッパで販路を展開、現在はイングランド東部のベッドフォードシャー独立行政区であるルートンを拠点とするエネルギーブランズ社によって製造・販売が行われている。
2010年より缶のデザインが一新され、通常版以外にシュガーレス、コーヒー味、チョコレート味の4種類になっている。また、様々な派生商品が存在する。
2011年からは日本でも発売を開始。日本での発売元は「MC Japan（エムシージャパン）」。

## モータースポーツとの関わり

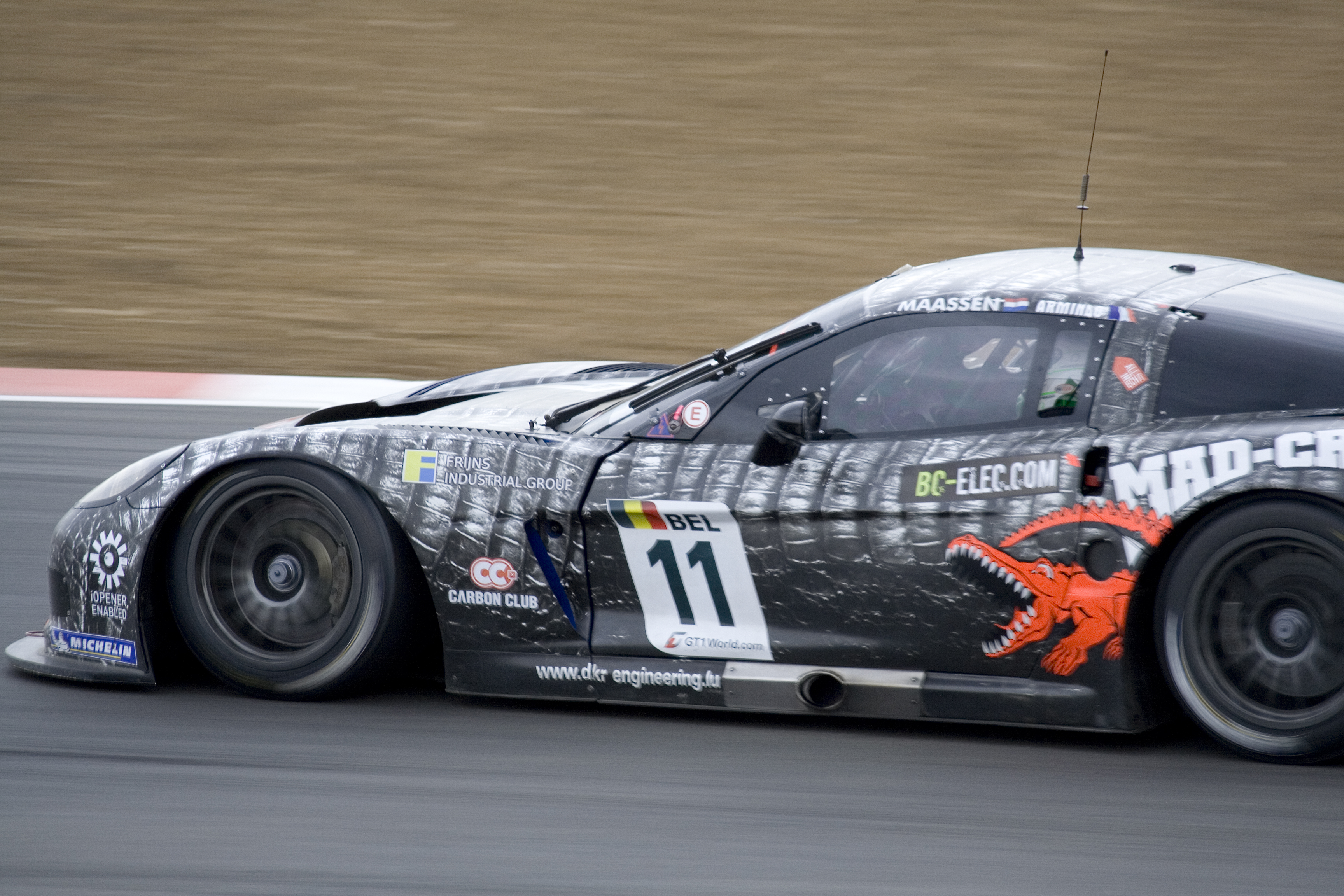
FIA GT1世界選手権に参戦するマッドクロック・レーシング（写真は2010年）

モータースポーツとの関わりはヘイキ・コバライネンがGP2時代に個人スポンサーをした事に遡る。その後特にモータースポーツとの関連性が深まったのが2010年になり、FIAが主催するGT1世界選手権ではベルギーのSelleslagh Racing Teamを母体にマッドクロック・レーシングとして参戦。シボレー・コルベット・C6.Rを駆った。また、WRCではノルウェー人ラリードライバーであるペター・ソルベルグをスポンサーすることが発表された。さらには、レッドブルと同じくF1にも進出し、ザウバーのスポンサーとして契約した事を発表している。

## 日本におけるマッドクロック
2010年末まで、日本においてマッドクロックは未発売であった。但し、当時から日本でもマッドクロックのプロモーション活動が行われており、前述のWRCの2010年に開催されたラリー・ジャパンにおいて、スポンサーを行っているペター・ソルベルグのブースでマッドクロックの無料配布が行われ、試飲をしている。又、F1において2011年シーズンもザウバーとの契約延長を行っており、その際に日本や中国に対するポジティブなマーケティング展開が出来ると述べており、将来的に日本国内でマッドクロックが発売される可能性へ含みを持たせた。
2011年10月より日本でも発売が決定した。
コンビニエンスストアにおける最初の発売は阪急電鉄及び阪神電気鉄道が展開する「アズナス」で2011年11月1日から開始された。2012年1月にはK PLATおよびHeart・inでの販売が開始されており、さらに販路を拡大する予定となっている。
日本におけるイメージキャラクターは、ザウバー所属のF1ドライバーである小林可夢偉とプロボクサーの粉川拓也、スノーボーダーの降旗由紀。

## 関連人物
- スターバック - 本国フィンランドにてCMソングを歌っているプロレスラー。